# Jelena Konstantinowna Worona
Jelena Konstantinowna Worona (russisch Елена Константиновна Ворона, wiss. Transliteration Elena Konstantinovna Vorona; * 3. Dezember 1976 in Moskau) ist eine ehemalige russische Freestyle-Skifahrerin. Sie startete in den Buckelpisten-Disziplinen Moguls und Dual Moguls.

## Werdegang
Worona trat international erstmals bei den Internationalen Jugendmeisterschaften 1994 in Laajavuori in Erscheinung, wobei sie den zweiten Platz im Moguls errang und startete im März 1995 in Lillehammer erstmals im Weltcup. Dort kam sie auf den 28. Platz und erreichte in der Saison 1995/96 ihre ersten Top-Zehn-Platzierungen in dieser Rennserie. In der Saison 1996/97 holte sie zwei Siege im Europacup und sprang bei den Weltmeisterschaften 1997 im Iizuna Kōgen Sukī-jō auf den 21. Platz. In den folgenden Jahren belegte sie bei den Olympischen Winterspielen 1998 in Nagano den 18. Platz im Moguls, bei den Weltmeisterschaften 1999 in Meiringen-Hasliberg den 17. Rang im Dual Moguls und bei den Weltmeisterschaften 2001 in Whistler den 23. Platz im Moguls sowie den neunten Rang im Dual Moguls. Zudem erreichte sie in der Saison 2000/01 in Tignes mit dem vierten Platz im Moguls ihre beste Platzierung im Weltcup und zum Saisonende mit dem 17. Platz im Gesamtweltcup sowie mit dem achten Rang im Moguls-Weltcup ihre besten Gesamtergebnisse. Im Februar 2001 holte sie in Himos ihren dritten und letzten Sieg im Europacup. In der Saison 2001/02 nahm sie in Madarao letztmals am Weltcup teil, wobei sie den 17. Platz im Dual Moguls sowie den 16. Platz im Moguls errang und wurde bei den Olympischen Winterspielen 2002 in Salt Lake City Elfte im Moguls.

## Teilnahmen an Weltmeisterschaften und Olympischen Winterspielen

### Olympische Spiele
- 1998 Nagano: 18. Platz Moguls
- 2002 Salt Lake City: 11. Platz Moguls

### Weltmeisterschaften
- 1997 Iizuna Kōgen: 21. Platz Moguls
- 1999 Meiringen-Hasliberg: 17. Platz Dual Moguls
- 2001 Whistler: 9. Platz Dual Moguls, 23. Platz Moguls

## Weltcup-Gesamtplatzierungen
Worona nahm an 52 Weltcups teil und erreichte 17 Top-Zehn-Platzierungen.
| Saison    | Gesamt | Gesamt | Moguls | Moguls | Dual Moguls | Dual Moguls |
| Saison    | Punkte | Platz  | Punkte | Platz  | Punkte      | Platz       |
| --------- | ------ | ------ | ------ | ------ | ----------- | ----------- |
| 1994/95   | 4      | 94.    | 28     | 41.    | –           | –           |
| 1995/96   | 35     | 57.    | 280    | 22.    | 80          | 18.         |
| 1996/97   | 5      | 87.    | 20     | 33.    | 44          | 28.         |
| 1997/98   | 24     | 76.    | 120    | 27.    | 40          | 25.         |
| 1998/99   | 23     | 43.    | 92     | 24.    | 44          | 22.         |
| 1999/2000 | 55     | 28.    | 220    | 14.    | 80          | 16.         |
| 2000/01   | 74     | 17.    | 372    | 8.     | –           | –           |
| 2001/02   | 50     | 32.    | 300    | 16.    | 48          | 20.         |